# Jacobsonia
Jacobsonia is een monotypisch geslacht van schimmels uit de orde Helotiaceae. De familie is nog niet eenduidig bepaald (incertae sedis). Het bevat alleen Jacobsonia glauca.